# Vanessa Zambottiová
Vanessa Martina Zambottiová Barretová (* 4. března 1982) je bývalá mexická zápasnice – judistka.

## Sportovní kariéra
V mládí se věnovala lehké atletice a basketbalu. S judem začala v rodném Parralu v 16 letech potom co nebyla přijatá na atletickou sportovní školu. Vrcholově se připravovala v Ciudad de México ve sportovním tréninkovém centru CONADE. V mexické ženské reprezentaci se pohybovala od roku 2001 v těžké váze nad 78 kg a záhy se prosadila mezi panamerickou špičku těžkých vah. V celosvětovém měřítku však na nejlepší těžké váhy (Číňanky, Japonky, Kubánky) nestačila. Čtyřikrát startovala na olympijských hrách v roce 2004, 2008, 2012 a 2016 s bilancí 2 výhry a 5 proher. Jejím největším mezinárodním úspěchem je vítězství na Panamerických hrách v Riu v roce 2007.

### Vítězství na mezinárodních turnajích
- 2010 - 1x světový pohár (San Salvador)
- 2011 - 1x světový pohár (Purto La Cruz)
- 2012 - 1x světový pohár (Rio de Janeiro)
- 2014 - 3x světový pohár (San Salvador, Santiago, Miami)
- 2015 - 1x světový pohár (Santiago)
- 2016 - 1x světový pohár (Varšava)

## Výsledky

### Váhové kategorie
| Turnaj                  | 2001       | 2002       | 2003       | 2004       | 2005       | 2006       | 2007       | 2008       | 2009       | 2010       | 2011       | 2012       | 2013       | 2014       | 2015       | 2016       |
| Turnaj                  | 19         | 20         | 21         | 22         | 23         | 24         | 25         | 26         | 27         | 28         | 29         | 30         | 31         | 32         | 33         | 34         |
| Turnaj                  | těžká váha | těžká váha | těžká váha | těžká váha | těžká váha | těžká váha | těžká váha | těžká váha | těžká váha | těžká váha | těžká váha | těžká váha | těžká váha | těžká váha | těžká váha | těžká váha |
| ----------------------- | ---------- | ---------- | ---------- | ---------- | ---------- | ---------- | ---------- | ---------- | ---------- | ---------- | ---------- | ---------- | ---------- | ---------- | ---------- | ---------- |
| Olympijské hry          |            |            |            | úč.        |            |            |            | úč.        |            |            |            | úč.        |            |            |            | úč.        |
| Mistrovství světa       | —          |            | —          |            | —          |            | úč.        |            | 7.         | úč.        | úč.        |            | —          | úč.        | 7.         |            |
| Panamerické hry         |            |            | 7.         |            |            |            | 3.         |            |            |            | 1.         |            |            |            | 2.         |            |
| Panamerické mistrovství | 3.         | 2.         | 1.         | 3.         | 2.         | —          | 3.         | 3.         | 3.         | 2.         | 2.         | 3.         | 5.         | 5.         | 3.         | 5.         |
| Středoamerické a k. hry |            | 1.         |            |            |            | 3.         |            |            |            | 2.         |            |            |            | 3.         |            |            |

### Bez rozdílu vah
| Turnaj                  | 2001 | 2002 | 2003 | 2004 | 2005 | 2006 | 2007 | 2008 | 2009 | 2010 | 2011 |
| Turnaj                  | 19   | 20   | 21   | 22   | 23   | 24   | 25   | 26   | 27   | 28   | 29   |
| ----------------------- | ---- | ---- | ---- | ---- | ---- | ---- | ---- | ---- | ---- | ---- | ---- |
| Mistrovství světa       | —    |      | —    |      | —    |      | —    | —    |      | úč.  | —    |
| Panamerické mistrovství | 3.   | 3.   | —    | —    | 3.   | —    | —    | —    | 2.   | 2.   |      |
| Středoamerické a k. hry |      | 2.   |      |      |      | —    |      |      |      | 2.   |      |